# 3769 Arthurmiller
3769 Arthurmiller (1967 UV) là một tiểu hành tinh vành đai chính được phát hiện ngày 30 tháng 10 năm 1967 bởi L. Kohoutek và A. Kriete ở Bergedorf.